# Phalaenoides tristifica
Phalaenoides tristifica är en fjärilsart som beskrevs av Hb. 1819. Phalaenoides tristifica ingår i släktet Phalaenoides och familjen nattflyn. Inga underarter finns listade i Catalogue of Life.